# Auxenochlorella pyrenoidosa
Espèce
Auxenochlorella pyrenoidosa (anciennement Chlorella pyrenoidosa) est une espèce d'algues vertes unicellulaires de la famille des Chlorellaceae. Le nom de cette espèce, pyrenoidosa, provient de la présence d'un pyrénoïde proéminent dans le chloroplaste. 